# Адамув-Рососький
Адамув-Рососький (пол. Adamów Rososki) — село в Польщі, у гміні Хинув Груєцького повіту Мазовецького воєводства.
Населення — 80 осіб (2011).
У 1975-1998 роках село належало до Радомського воєводства.

## Демографія
Демографічна структура станом на 31 березня 2011 року:
|          | Загалом | Допрацездатний вік | Працездатний вік | Постпрацездатний вік |
| -------- | ------- | ------------------ | ---------------- | -------------------- |
| Чоловіки | 46      | 18                 | 23               | 5                    |
| Жінки    | 34      | 6                  | 22               | 6                    |
| Разом    | 80      | 24                 | 45               | 11                   |